# Olympia-Einkaufszentrum (métro de Munich)
Ne doit pas être confondu avec Olympiazentrum (métro de Munich).
Olympia-Einkaufszentrum (en allemand : U-Bahnhof Olympia-Einkaufszentrum) est une station de correspondance composée d'une station sur la ligne U1 et une station sur la ligne U3 du métro de Munich. Elle est située dans le secteur Moosach, à Munich en Allemagne. Elle dessert notamment le centre commercial Olympia.
Mise en service en 2004 (U1) et 2007 (U3), elle est desservie par les rames des lignes U1, U3 et U7 qui est une ligne d'exploitation de renfort qui circule sur les lignes d'infrastructure UI, U2 et U5.

## Situation sur le réseau

Plan du métro (2020).

Établie en souterrain, Olympia-Einkaufszentrum est une station de correspondance composée d'une station terminus de la ligne U1 et à plus grande profondeur d'une station de passage de la ligne U3 du métro de Munich.
La station Olympia-Einkaufszentrum, terminus nord de la ligne U1 est située avant la station Moosacher St.-Martins-Platz, en direction du terminus sud Mangfallplatz,.
La station, de passage, Olympia-Einkaufszentrum de la ligne U3 est située entre la station Moosacher St.-Martins-Platz, en direction du terminus nord-ouest Feldmoching, et la station Oberwiesenfeld, en direction du terminus sud-ouest Fürstenried West,.
La station U1 dispose des deux voies de ligne encadrées par deux quais latéraux. Ces installations sont également desservies par les rames de renfort de la ligne U7 du métro de Munich. La station U3 dispose d'un quai central encadré par les deux voies de la ligne,.

## Histoire
La station Olympia-Einkaufszentrum, de la ligne U1, est mise en service le 31 octobre 2004, lors de l'ouverture à l'exploitation du prolongement de Georg-Brauchle-Ring (ancien terminus) à Olympia-Einkaufszentrum, le nouveau terminus nord. Elle est conçue par le cabinet Betz Architects, en collaboration avec l'équipe du Métro de Munich. Elle doit son nom au centre commercial avec qui elle dispose d'une liaison directe. Elle est à l'extrémité nord du niveau supérieur et se trouve à 11,50 m en dessous de la Hanauer Straße. Avec une portée de plus de 17 m, la plate-forme sans pilier est le plus grand plafond en béton armé autoportant de la zone du métro de Munich. Le plafond est peint en bleu, les murs ont des tôles d'acier inoxydable pliées partiellement en miroir. Le sol en pierre est clair.
La station Olympia-Einkaufszentrum, de la ligne U3, est mise en service le 28 octobre 2007, lors de l'ouverture à l'exploitation du prolongement de Olympiazentrum au nouveau terminus Olympia-Einkaufszentrum. La station est conçue par Paul Kramer et Otto Vogel, de l'équipe du métro, en lien avec le cabinet Betz Architects, le concepteur de la station U1. Au niveau inférieur, les parois arrière sont constituées de centaines d'éléments en acier inoxydable en forme de pyramide afin qu'ils reflètent la lumière. L'éclairage est fixé au plafond peint en bleu avec des entretoises ellipsoïdales à mi-hauteur.
La station de la ligne U3 devient une station de passage le 12 décembre 2010, lors de l'ouverture à l'exploitation du prolongement suivant d'Olympia-Einkaufszentrum au nouveau terminus Moosach.

## Services aux voyageurs

### Accès et accueil
Au portique nord du niveau supérieur, il y a un parking-relais pour vélos, unique dans le métro de Munich, et offre un accès direct aux centres commerciaux d'Olympia et de Mona. Le portique nord du niveau supérieur mène notamment à la plate-forme de la ligne 3.
Le niveau inférieur sous la Pelkovenstraße dispose d'une mezzanine avec une connexion à la ligne 1 et qui peut être utilisée pour rejoindre la Pelkovenstraße.

Installations
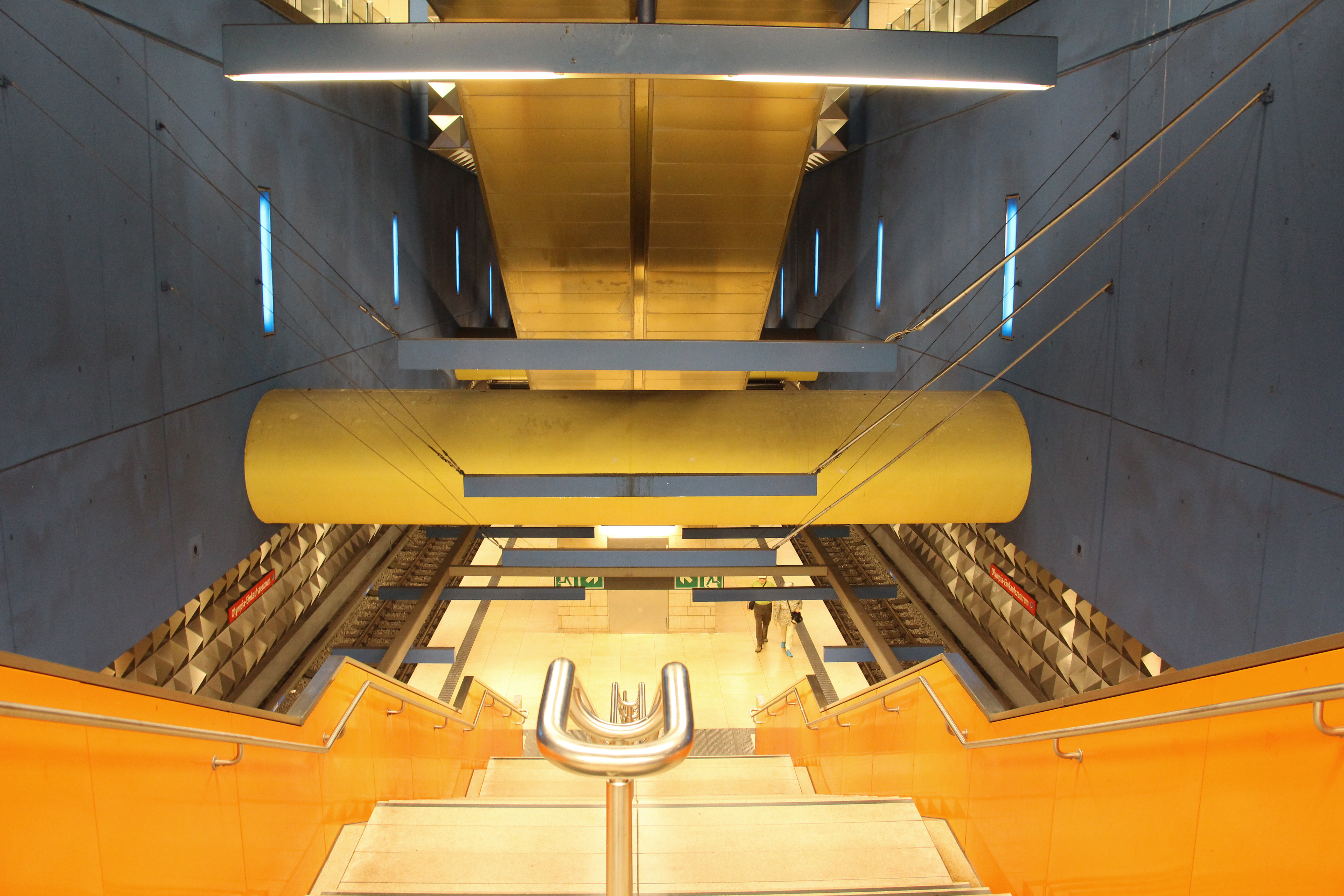
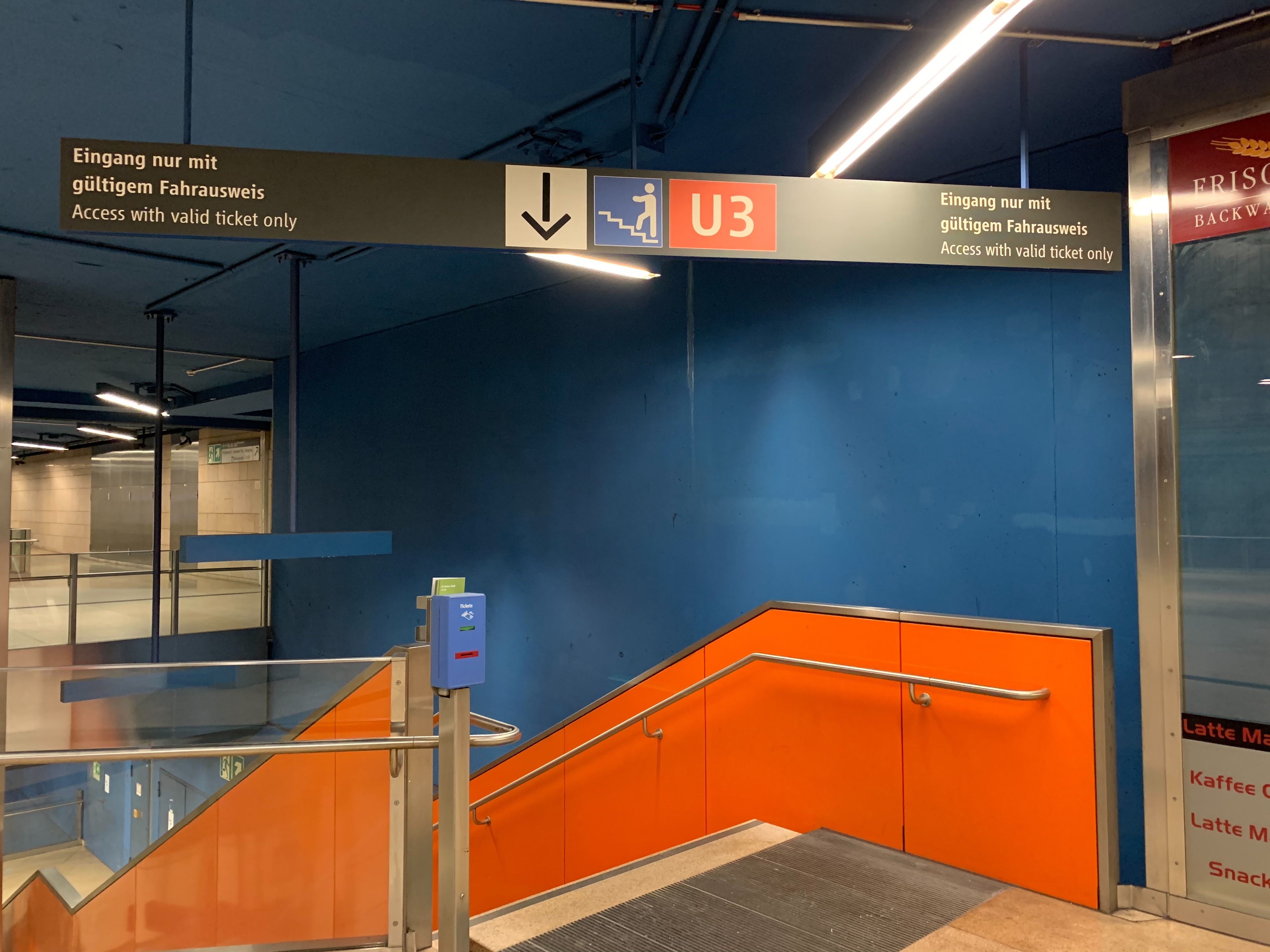

### Desserte
Olympia-Einkaufszentrum est une station de correspondance qui comprend deux stations, au niveau supérieur Olympia-Einkaufszentrum (U1/U7) et au niveau inférieur Olympia-Einkaufszentrum (U3) des escaliers mécaniques et un ascenseur établissent les relations entre les deux stations.
Olympia-Einkaufszentrum (U1/U7) est une station de terminus de la ligne U1, desservie par toutes les rames de cette ligne. C'est également une station terminus de la ligne U7, qui fait circuler des rames de quatre voiture pendant les pics de fréquentation. Principalement le matin entre 7h et 9h et l'après-midi entre 15h et 19h, elle ne circule pas pendant les vacances scolaires.

Installations et desserte
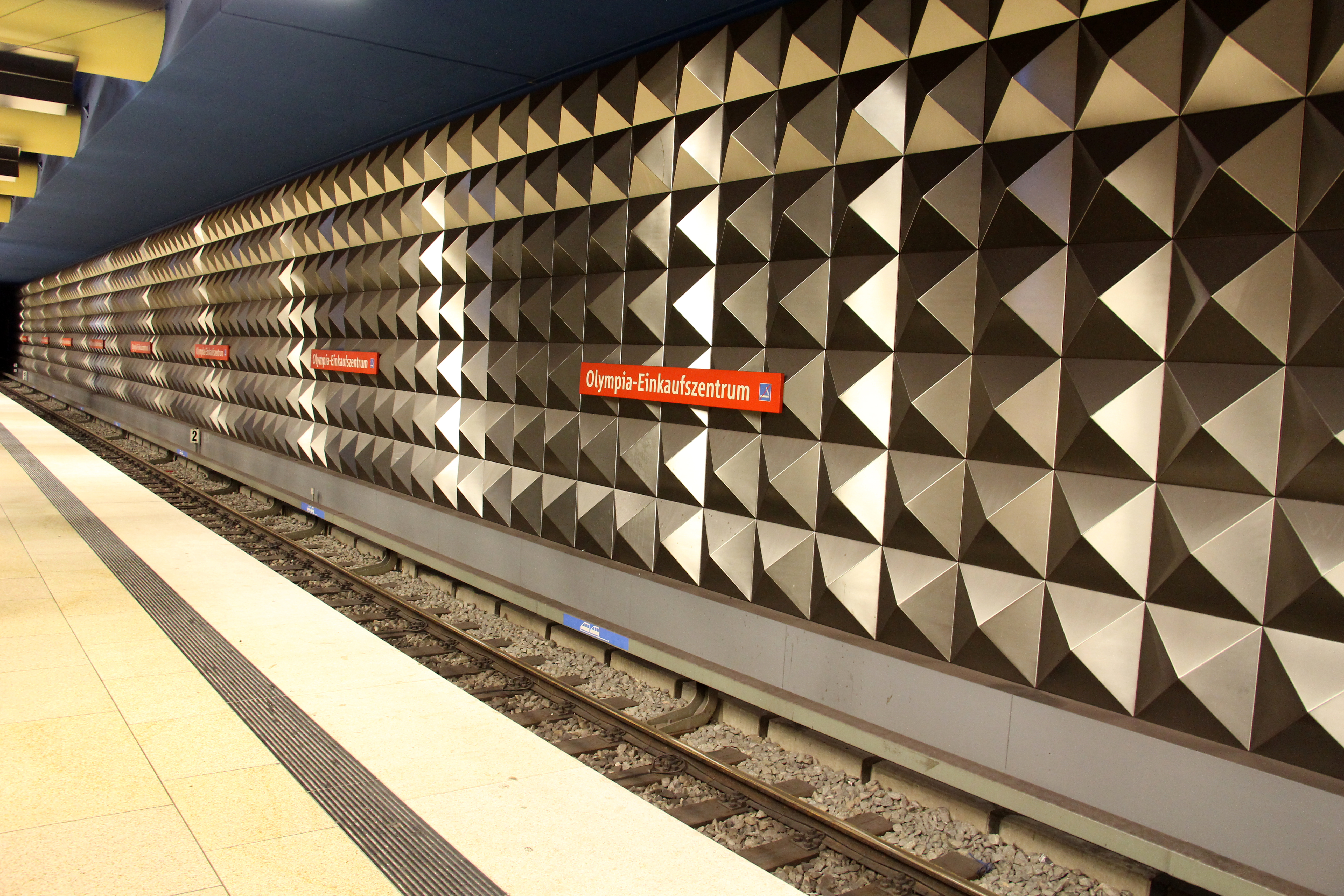
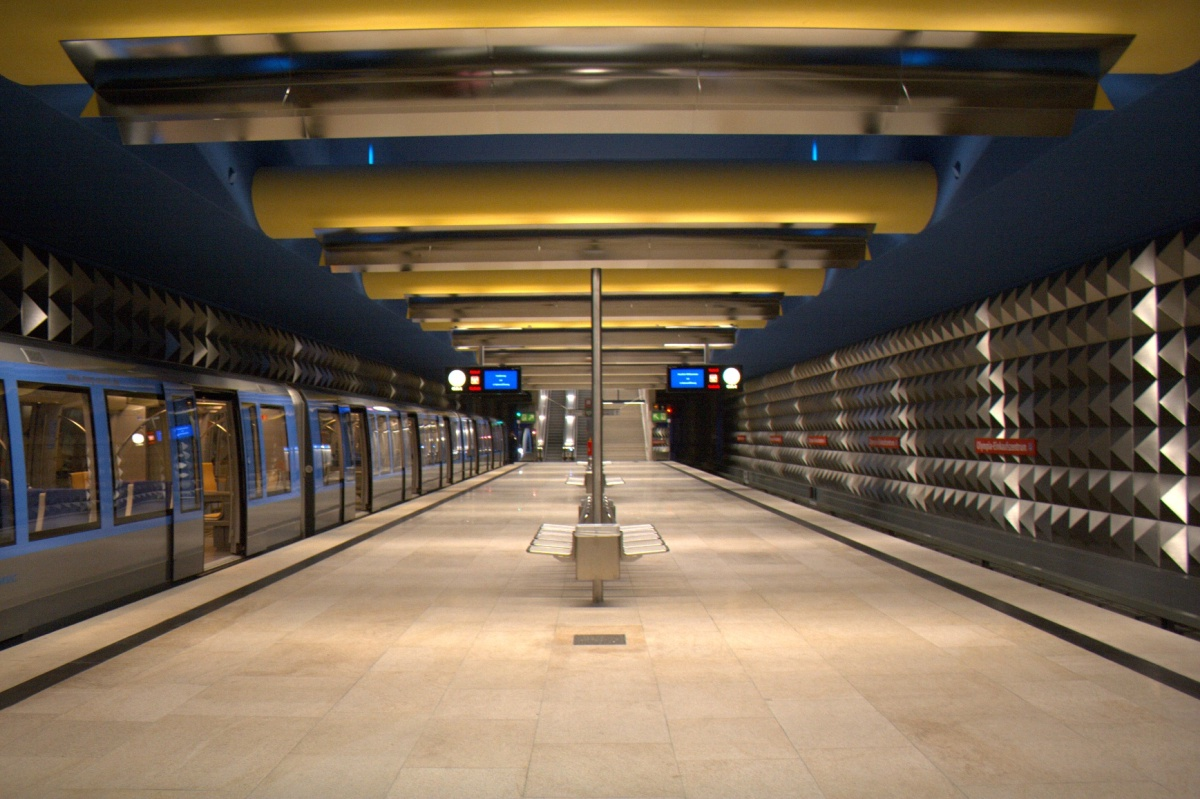
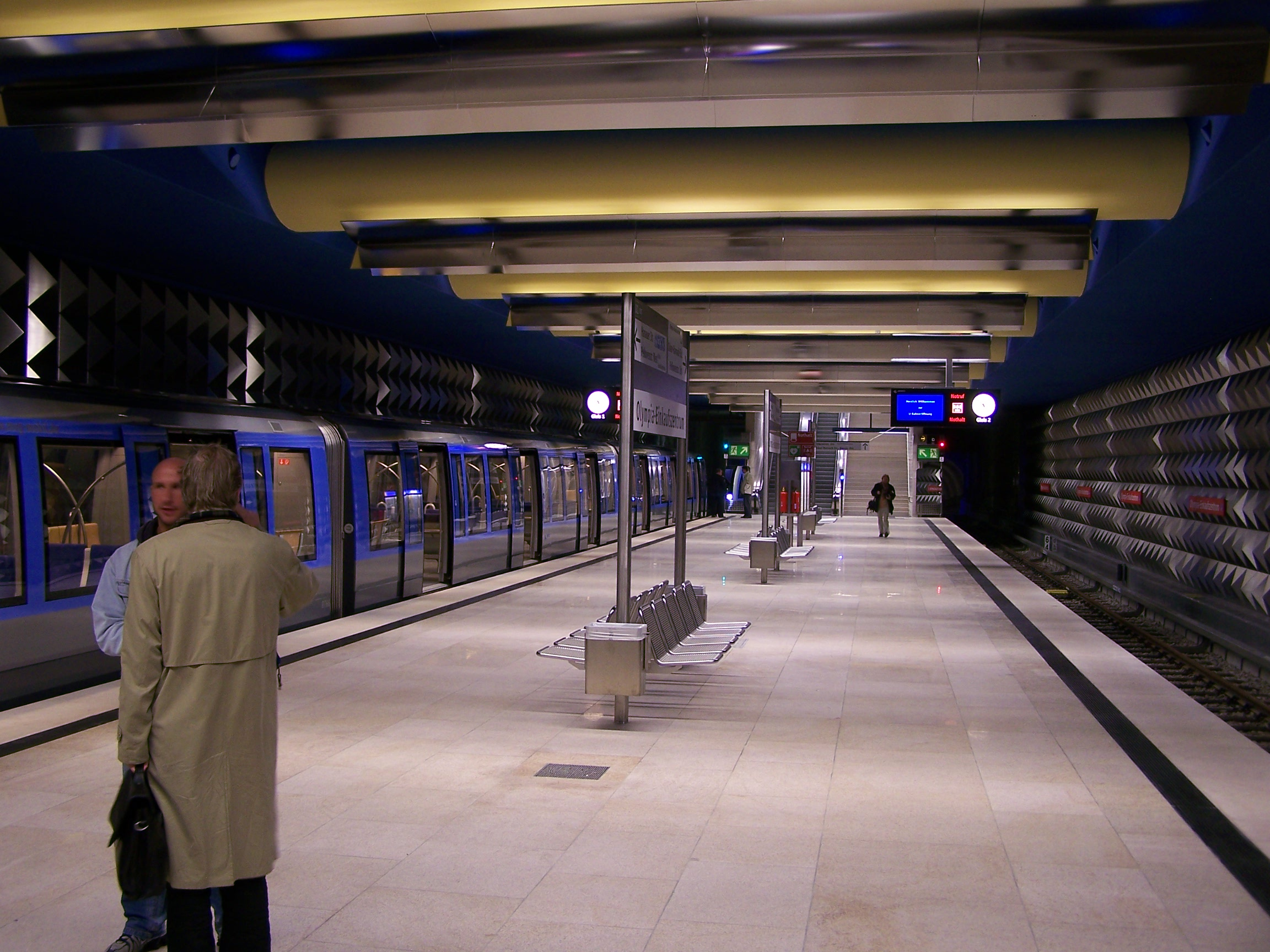

Olympia-Einkaufszentrum, de la ligne U3 est desservie par les rames de cette ligne.

Installations et desserte
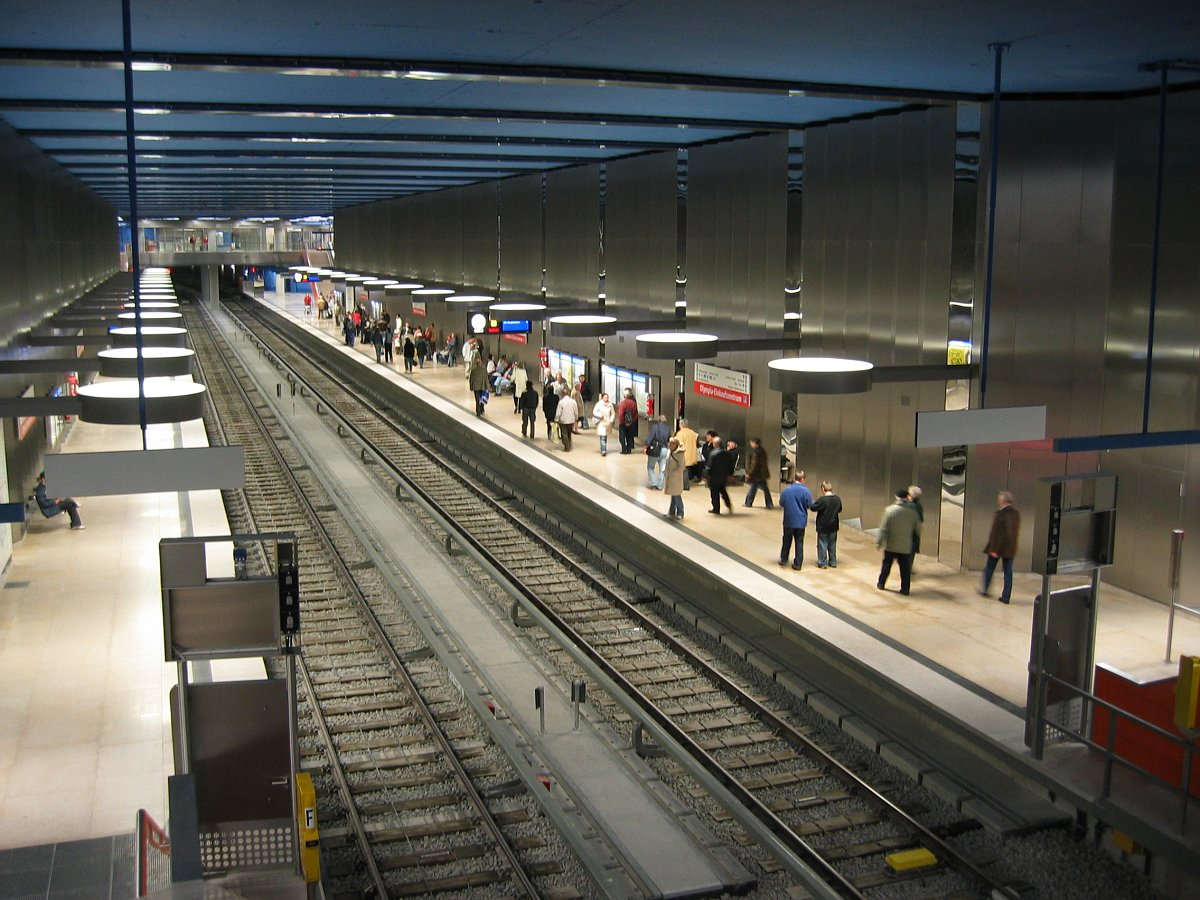
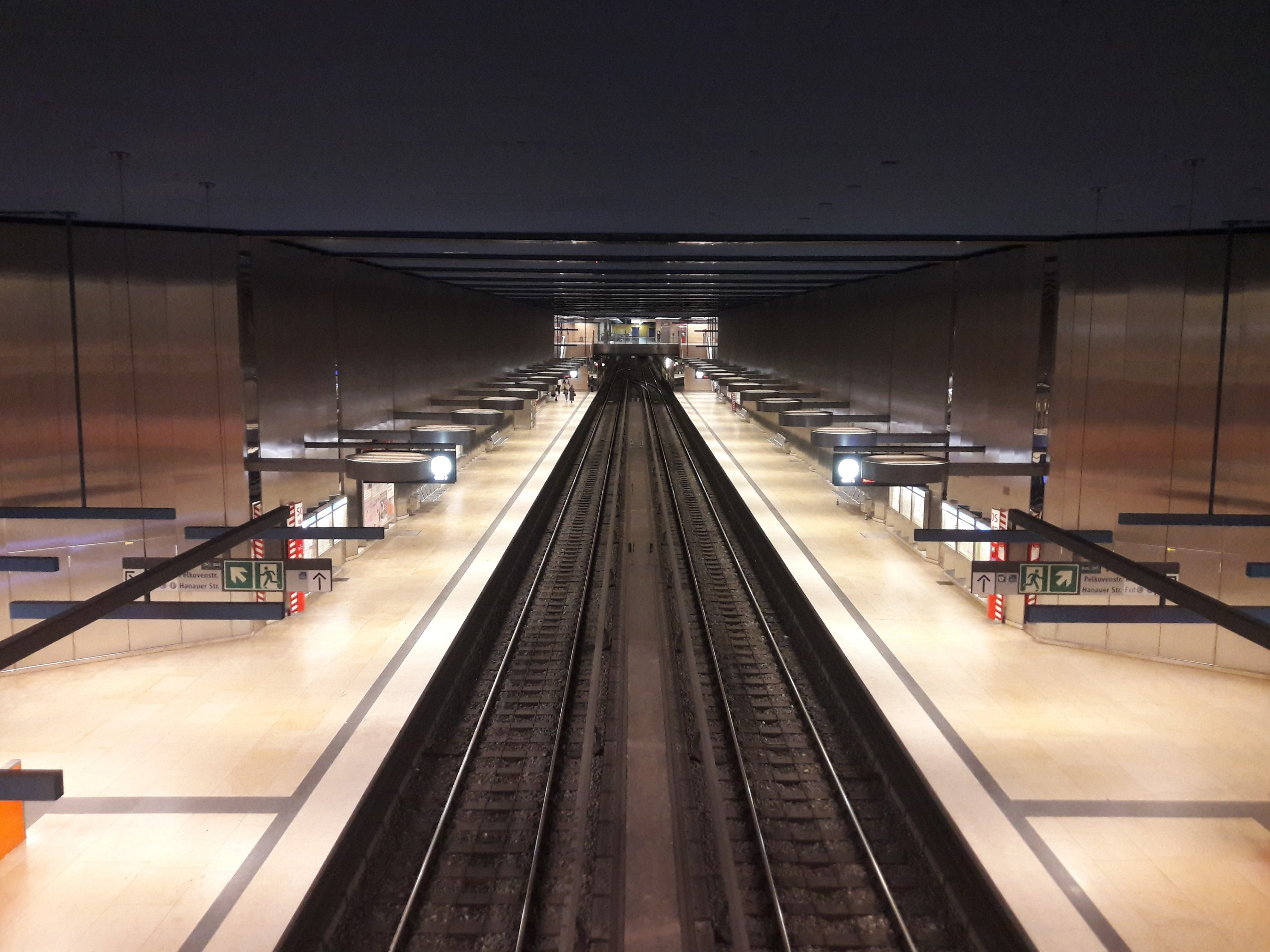
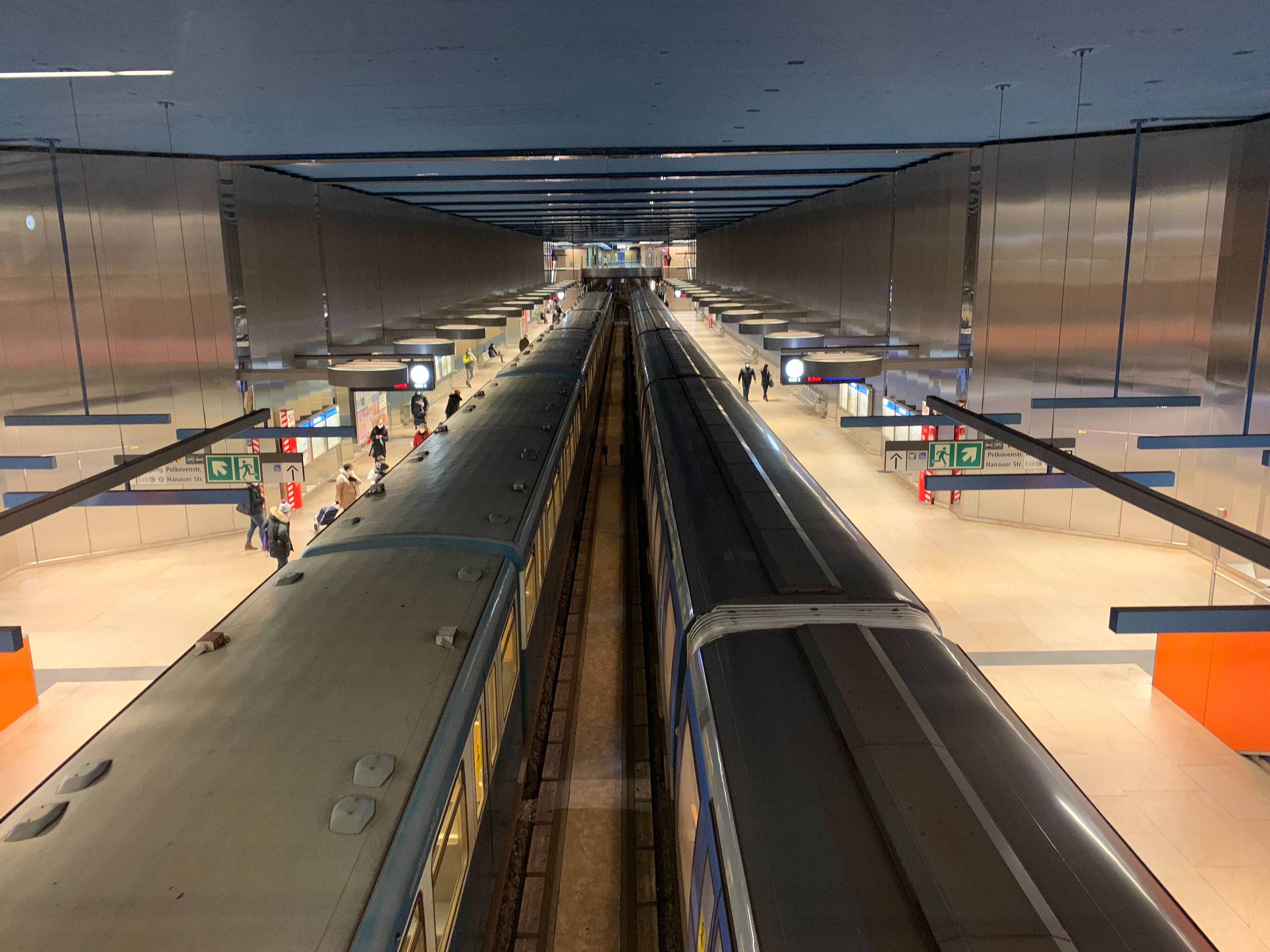

### Intermodalité
À proximité des arrêts de bus sont desservis par les lignes X35, X36, 50, 60, 143, 163, 175 et N71.

## Art dans la station
L'artiste Olaf Metzel (de) crée à l'entresol l'installation Erst rechts, dann links, dann immer geradeaus, qui se compose de trois glissières de sécurité d'autoroute.

## À proximité
- Olympia (centre commercial)